# Britannia VC
Britannia VC (även Britannia Music City och Mizuno Britannia) var en volleybollklubb från London, Storbritannien. Dess damlag vann under slutet av 1980-talet och 1990-talet Super League (det engelska mästerskapet) fyra gånger samt deltog i europacupen och cupvinnarecupen.